# Capederces hauseri
Capederces hauseri är en skalbaggsart som beskrevs av Karl Adlbauer 2001. Capederces hauseri ingår i släktet Capederces och familjen långhorningar. Inga underarter finns listade.